# Sân bay Hola
Sân bay Hola (IATA: HOA, ICAO: HKHO) là một sân bay ở Hola, Kenya.